# Христо Белчев
 Тази статия е за българския политик.  За футболиста вижте Христо Белчев (футболист).  
Вижте пояснителната страница за други личности с името Белчев.
Христо Минчев Белчев е български политик от Народнолибералната партия. Като поет използва псевдонима Чебел.

## Биография
Христо Белчев е роден през 1857 г. в град Търново. Завършва Търновското класно училище (1869) и гимназия в Загреб (1872-1876), където публикува стихове на хърватски език. Учи около година в Загребския университет и прекъсва следването.
Работи като чиновник в Севлиево, Търново и София (1878-1881). Завършва икономика в Париж (1881-1884), като стипендиант на българското правителство.
От 1885 до 1890 г. е чиновник в Министерството на финансите, като заема длъжностите главен ревизор и главен секретар. През 1890 г. става министър на финансите в правителството на Стефан Стамболов.
Христо Белчев е женен за поетесата Мара Белчева.
През 1891 г. е застрелян погрешка  от Димитър Тюфекчиев в центъра на София при покушение срещу министър-председателя.
На последвалия процес на 11 юли са издадени 4 смъртни присъди. Като подбудител е осъден невинният Петко Каравелов, който е затворен в Черната джамия. Друг осъден на процеса е Трайко Китанчев. По същото дело са обесени Светослав Миларов, Константин Попов, Тома Георгиев, Александър Карагюлев, а Спас Лепавцев е помилван. Истинските извършители на атентата са Наум Тюфекчиев, Димитър Ризов, Кръстьо Ножаров, Михаил Ставрев (Хальо) и Никола и Денчо Тюфекчиеви..
През 1905 г. Пенчо Славейков публикува част от творчеството на Христо Белчев под „Избрани съчинения“ с обширен предговор (препечатан и в „Мисъл“).